# الهيئة العامة للمنافسة
الهيئة العامة للمنافسة (مجلس المنافسة سابقا)، هيئة حكومية سعودية مستقلة معنية بالإشراف على تطبيق نظام المنافسة السعودي الذي يهدف بشكل محدد إلى تعزيز وتشجيع المنافسة العادلة، ومكافحة الممارسات الاحتكارية التي تؤثر على المنافسة المشروعة.

## اختصاصاتها
- اعتمادات مشروعات الخطط والسياسات العامة والأنظمة الخاصة بالمنافسة، ورفعها بحسب الإجراءات المتبعة ومتابعة تنفيذها بعد إقرارها.
- تحديد الأهداف والسياسات التي تسير عليها الهيئة لتحقيق أغراضها، واعتماد البرامج اللازمة لذلك والإشراف على تنفيذها.
- مراقبة السوق لضمان تطبيق قواعد المنافسة العادلة.
- الموافقة على حالات الاندماج والتملك والجمع بين إدارتين بإدارة مشتركة والتي ينتج عنها وضع ومهيمن.
- الموافقة على اتخاذ إجراءات التقصي والبحث وجمع الاستدلالات والأمر بالتحقيق والادعاء للكشف عن الممارسات المخلة بقواعد المنافسة سواء أكان ذلك بناءً على شكوى أو مبادرة من الهيئة.
- الموافقة على البدء في إجراءات الدعوى الجزائية ضد المخالفين لأحكام النظام.[2]
- البت في طلبات التركز الاقتصادي التي ترد للأمانة العامة للهيئة العامة للمنافسة.
- نشر ثقافة المنافسة وتعريف المجتمع بالحقوق التي كفلها نظام المنافسة، وإيجاد قناة تفاعلية عبر شبكة الإنترنت بينه وبين المجتمع.
- تحديد الموظفين الذين لهم صفة ضبط مخالفات أحكام نظام المنافسة.
- تشكيل لجنة النظر في مخالفات أحكام نظام المنافسة.
- تحديد الأنشطة المستثناة من تطبيق أحكام نظام المنافسة.
- إصدار اللائحة التنفيذية لنظام المنافسة، واعتماد اللائحة الإدارية والمالية التي تسير عليها الهيئة.
- إقرار مشروع ميزانية الهيئة السنوية وإحالتها للجهة المختصة.
- الموافقة على التقرير السنوي للهيئة وحسابه الختامي وتقرير مراجع الحسابات تمهيداً لرفعها للجهات المختصة.
- تعزيز التعاون والتنسيق مع الجهات المعنية بالمنافسة داخل المملكة وفي الدول الأخرى بما يحقق أغراض الهيئة.

## مجلس الإدارة
للهيئة مجلس إدارة يعين رئيسه بأمر ملكي، ويكون بمرتبة وزير وتكون العضوية فيه على النحو الآتي:
1. الرئيس التنفيذي عضواً
2. ممثل من وزارة التجارة عضواً
3. ممثل من وزارة المالية عضواً
4. ممثل من وزارة الاقتصاد والتخطيط عضواً
5. ممثل من وزارة الطاقة والصناعة والثروة المعدنية عضواً على ألا تقل مراتب ممثلي الأجهزة الحكومية عن المرتبة (الرابعة عشرة) أو ما يعادلها.
6. أربعة أعضاء من ذوي الكفاية العالية والخبرة في مجالات الأنظمة أو الأنشطة الاقتصادية، يختارون لذواتهم، ويعينون بقرار من مجلس الوزراء بناءً على اقتراح رئيس مجلس الإدارة.